# Окремий загін безпілотних систем «Тайфун»
Окремий загін безпілотних систем «Тайфун» — підрозділ Національної гвардії України.

## Історія
Підрозділ створено у 2024 році у відповідь на зростаючу необхідність в підтримці сил оборони з боку безпілотних систем.
У листопаді 2024 року бійці підрозділу «Тайфун» виявили і знищили російський комплекс радіоелектронної боротьби «Борисоглєбськ-2».
На початок 2025 року загін працював на Покровському й Куп'янському напрямках, а також у Запорізькій області.

На березень 2025 року загін вів і продовжує вести активний рекрутинг.

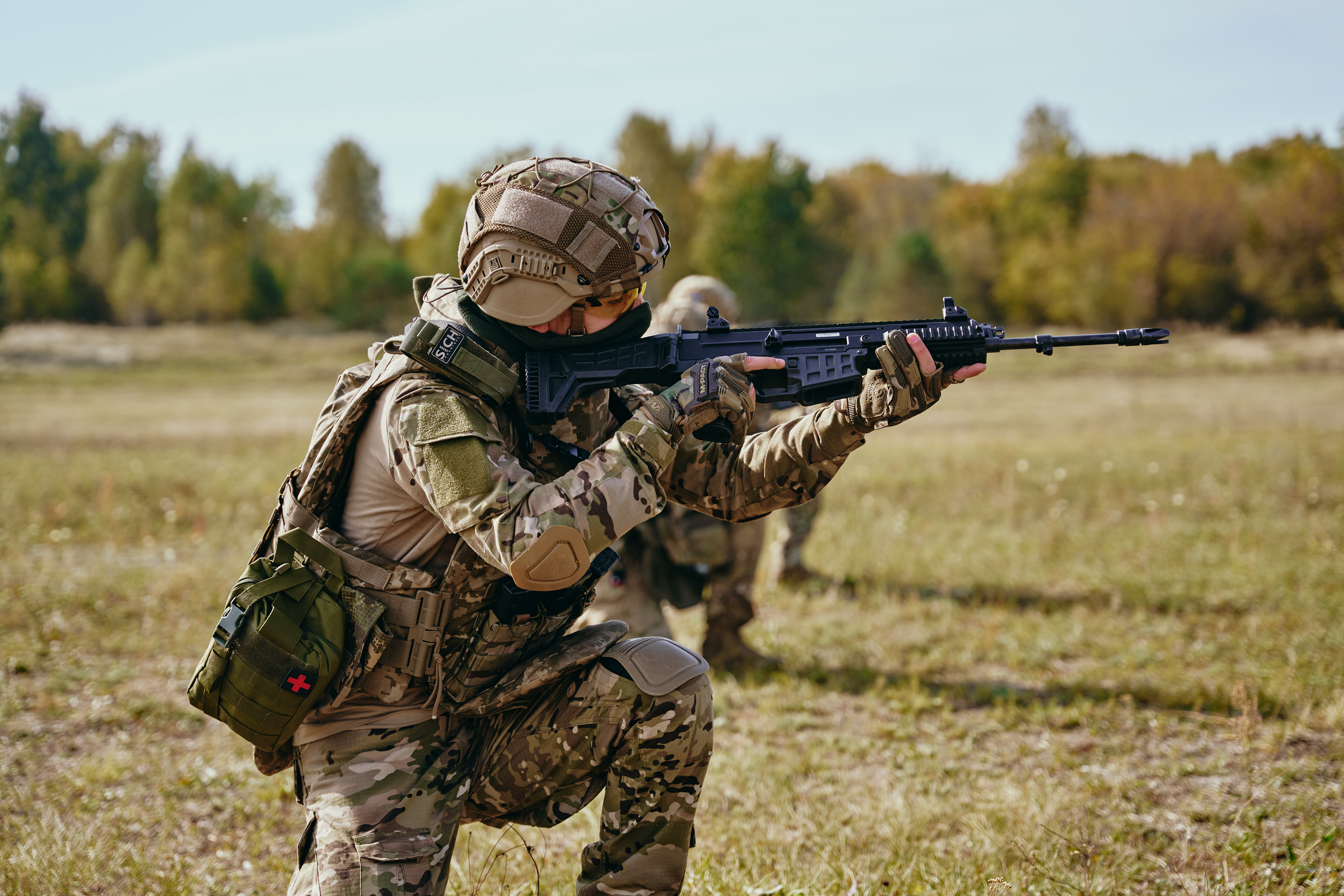
Загін «Тайфун» на навчаннях

## Командування

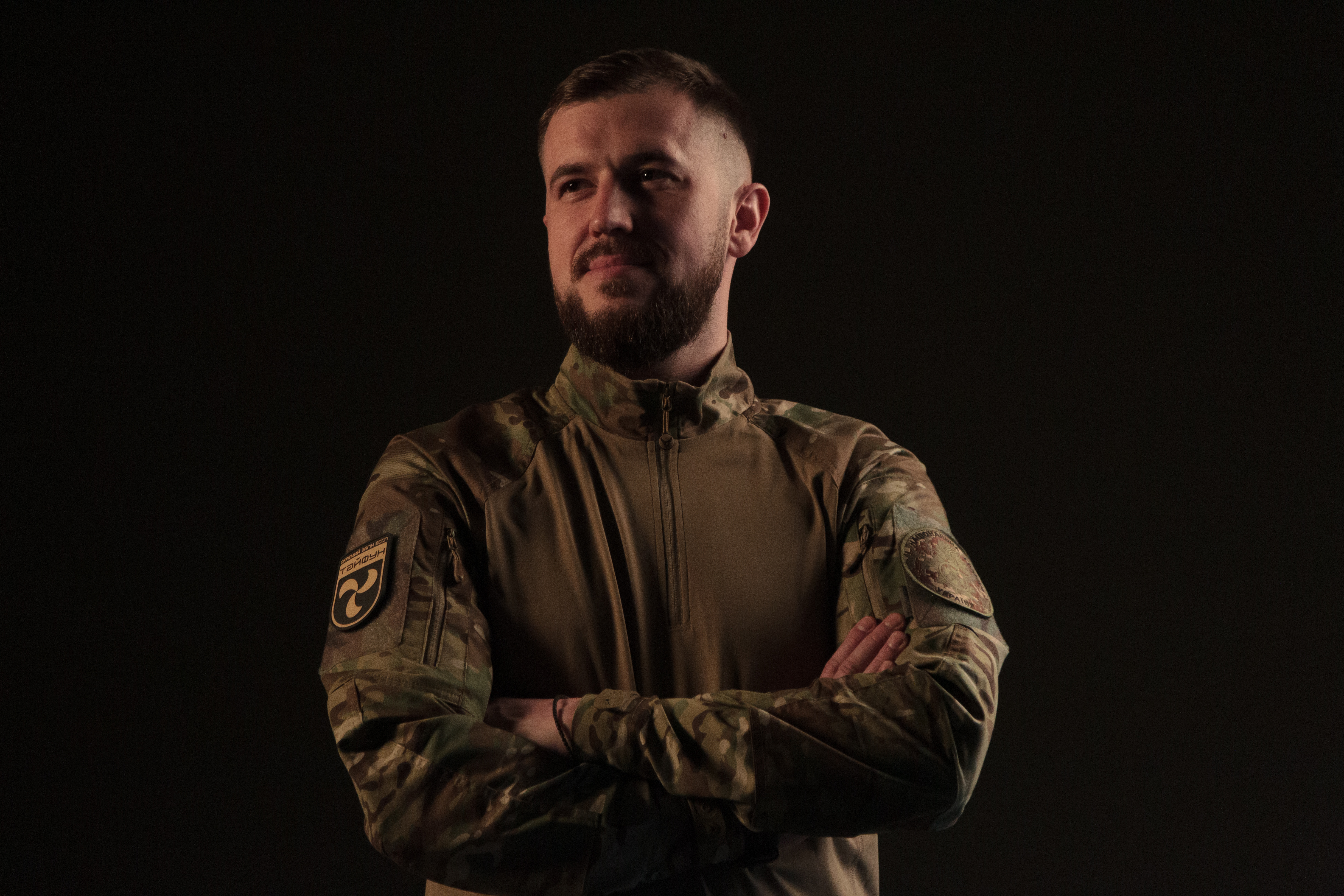
Михайло Кмитюк, командир загону «Тайфун»

### Командир
- Михайло Кмитюк («Майкл»)[1][11]

### Начальник штабу
- Олександр Глащук («Київ»)[1]

### Заступник командира з бойової підготовки
- Павло Гвозденко («Міністр»)[1][12]

### Начальниця цивільно-військового співробітництва
- Лілія Ступіна («Троя»)[1][13]

## Озброєння та оснащення

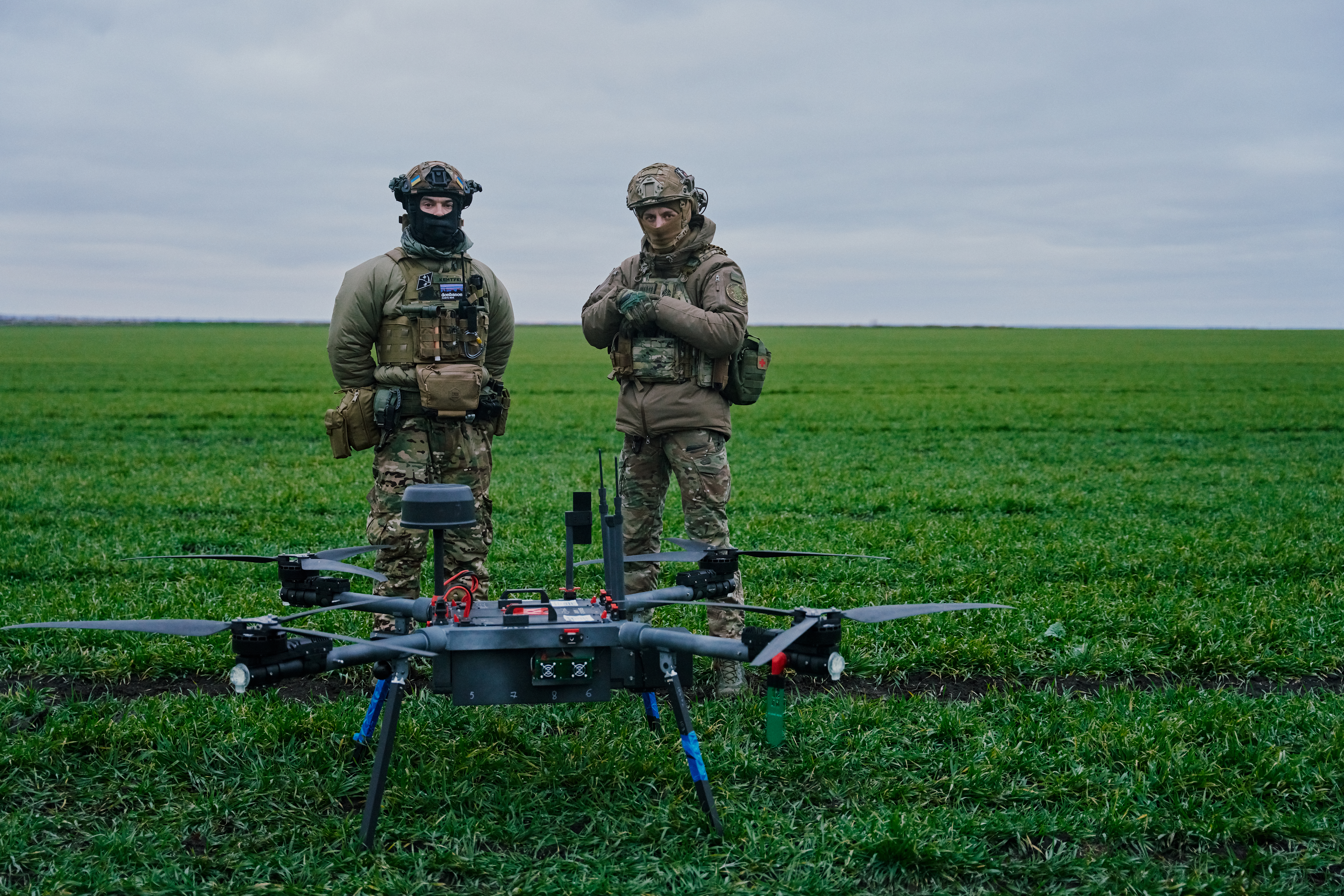
Важкий мультироторний бомбер на навчаннях загону «Тайфун»

Спеціалізація окремого загону «Тайфун» — безпілотні системи і технологічне обладнання.  На озброєнні підрозділу перебувають засоби РЕБ і РЕР, дрони мультикоптерного типу та БпАК типу «крило». Загін активно співпрацює з українськими виробниками безпілотників, впроваджуючи нові розробки на полі бою і даючи зворотній звʼязок.  

## Традиції

### Назва
Спеціалізація підрозділу — підтримка наземних сил з повітря. Приїхати, побачити і знищити все у своєму секторі відповідальності — це те, як працює «Тайфун».

| Назва «Тайфун» — це такий стратегічний задум. Адже передбачається, що підрозділ заїжджатиме на певний напрямок і, як стихія, змітатиме все на своєму шляху. |
| — Михайло Кмитюк, командир загону |